# Цензорій Даціан
Цензорій Даціан (*Censorius Datianus, д/н — після 365) — державний діяч пізньої Римської імперії.

## Життєпис
Син працівника громадських лазень. Проте зумів вивчитися грамоті і почав службу нотаріє. Під час служби за часів імператора Костянтина I одним з шанованих сановників. Втім особливо стрімку кар'єру зробив за часів імператора Констанція II, ставши одним з його головних радників. Завдяки цьому увійшов до сенату. До 345 року отримав ранг коміта. Підтримав Афанасія, православного патріарха Олександрійського, повернутися на кафедру.
351 року був членом трибунала на Сірмійському соборі, де було засуджено вчення єпископа Фотіна, а його самого відправлено у заслання. Активно листувався з Лібанієм, від якого отримав 20 листів між 355 і 365 роком. У 358 році був призначений консулом (разом з Нераціем Цереалом). Пізніше став патрикієм.
361 року зі сходження на трон Юліана втратив вплив в державі. Після цього перебрався до Антіохії, де побудував громадські лазні, сади і вілли. У 363 році Даціан після смерті Юліана супроводжував нового імператора Іовіана до Анкіри, де той помер у лютому 364 року. Звідси відправив листа до Нікеї, де зібралися загальні збори щодо виборів нового імператора, підтримавши кандидатуру Валентиніана. У тому ж місяці в Антіохії було спалено будинок Даціана. Останній звинуватив міський магістрат у потуранні цьому. Населення Антіохії відправило листа з проханням про помилування і завдяки клопотанню Лібанія перед Даціаном той помилував підпалювачів. Подальша його доля невідома.